# 333e régiment d'infanterie
 (décembre 2020).
Le 333e régiment d'infanterie (333e RI) est un régiment d'infanterie de l'Armée de terre française constitué en 1914 avec les bataillons de réserve du 133e régiment d'infanterie. Il combat uniquement pendant la Première Guerre mondiale.

## Création et différentes dénominations
- 2 août 1914 : 333e régiment d'infanterie
- 31 mars 1919 : dissolution

## Chefs de corps
- 2 août 1914 - mars 1915 : lieutenant-colonel Cornu (dit Carlet)
- mars - juin 1915 : lieutenant-colonel Lamiable
- juin 1915 - 17 décembre 1916 : lieutenant-colonel Franchet d'Espèrey (mort au combat)
- 17 décembre 1916 - juin 1917 : lieutenant-colonel Vidon
- juin 1917 - : lieutenant-colonel Madamet

## Historique des garnisons, combats et batailles

### Première Guerre mondiale
À la mobilisation, chaque régiment d'active créé un régiment de réserve dont le numéro est le sien plus 200. Au déclenchement du conflit, le régiment est composé de 37 officiers, 121 sous-officiers et 2 121 soldats.

#### Affectation
- août 1914 - mars 1917 : 74e Division d'Infanterie
- mars 1917 - novembre 1918 : 157e Division d'Infanterie

#### 1914
- 3 - 7 août : concentration du régiment dans la région de Belley.
- 7 - 20 août : mouvement vers Aix-les-Bains.
- 20 - 21 août : transport par V.F. à Charmes.
- 24 - 28 août : mouvement vers le front, avant-postes vers Saint-Germain, engagée dans la bataille de la trouée de Charmes. Le village de Rozelieures est pris, progression vers le ruisseau d'Haucourt.

26 août : progression vers Remenoville puis vers la lisière de Gerbéviller.
27 août : prise de Gerbéviller.
28 août : franchissement de la Mortagne et attaques des troupes allemandes en repli.
- 29 - 30 août : retrait du front, reconstitution et repos dans la région de Remenoville.
- 30 août : en soutien du 36e régiment d'infanterie coloniale, le régiment franchit la Mortagne et progresse sur la rive droite. Reconstitution, le 31 août, le régiment occupe un secteur en avant du viaduc de Gerbéviller.
- 1er - 2 septembre : attaques locales allemandes.
- 3 - 12 septembre : renfort de 800 hommes, mouvement vers Damelevières puis organisation de la rive gauche de la Mortagne. Engagé à partir du 4 septembre dans la bataille du Grand-Couronné.

5 septembre : franchissement de la Mortagne à l'est de Rehainviller, avant-poste à Mont-sur-Meurthe, violents combats.
9 septembre : capture du cimetière puis du village de Rehainviller, attaque de nuit sur Chaufontaine en direction de Lunéville.
12 septembre : progression du régiment vers Hériménil jusqu'à atteindre la Meurthe.
- 13 - 26 septembre : Lunéville est capturée, progression vers la forêt de Parroy avant d'atteindre le secteur de Crion.
- 26 septembre - 24 novembre : retrait du front, repos. À partir du 28 septembre, occupation d'un secteur vers Athienville et les jumelles d'Arracourt. Actions locales de part et d'autre.
- 24 novembre 1914 - 17 janvier 1915 : retrait du front, repos dans les régions de Varangéville et de Dombasle-sur-Meurthe.

#### 1915
- 17 janvier - 30 avril : occupation de positions dans le secteur de Serres, d'Athienville puis vers Hoéville, Erbéviller-sur-Amezule et la ferme Sainte-Marie.
- 30 avril - 16 mai : mouvement de rocade, le régiment occupe de nouvelles positions dans les secteurs de Parroy, Bathelémont, Bauzemont, étang de Parroy, Einville-au-Jard.
- 16 mai - 19 juin : retrait du front, repos dans la région de Maixe et de Sommerviller ; puis à partir du 13 juin repos dans la région de Croismare, de Raville-sur-Sânon, de Marainviller.
- 19 - 24 juin : engagé dans les combats autour de Vého et de Reillon, capture de tranchées entre la route de Vého à Leintrey et le ruisseau de Leintrey.
- 24 juin - 27 décembre : occupation de position dans les secteurs de Valhey, Bathelémont ; puis vers Reillon et Herbéviller.

juillet : attaques allemandes sur le bois Zeppelin au nord de Reillon, contre-attaque du régiment qui récupère le terrain perdu.
6 octobre : attaque allemande sur le bois Zeppelin avec des obus suffocants, les troupes allemandes gardent la maitrise du bois malgré les contre-attaques françaises.
15 - 18 octobre : attaques françaises sur le bois Zeppelin repris presque entièrement, violentes réactions allemandes. À partir du 18 octobre, organisation et occupation de secteur vers Reillon, Blémerey.

#### 1916
- 27 décembre 1915 - février 1916 : retrait du front, instruction au camp de Saffais.
- février - août : occupation de position dans le secteur de Pont-à-Mousson, de la Moselle à la forêt de Facq. Ajout d'un nouveau bataillon issu du 223e régiment d'infanterie, actions locales de part et d'autre.
- 18 août - 2 septembre : retrait du front, instruction au camp de Saffais.
- septembre : mouvement vers Verdun, occupation de position dans le secteur de la batterie de l'Hôpital, à l'ouest du fort de Tavannes, combats violents quotidiens.
- fin septembre - 20 octobre : retrait du front, repos dans la région de Hargeville-sur-Chée.
- 21 octobre : mouvement vers Haudainville. À partir du 24 octobre, engagé dans la bataille de Verdun attaque vers l'ouest du fort de Vaux vers les carrières et le village de Vaux-devant-Damloup, puis occupation du terrain conquis. Le régiment déplore lors de cette attaque la perte de 21 officiers dont 5 tués et de 816 hommes.

- novembre 1916 - février 1917 : mouvement de rocade, occupation de position dans le secteur des côtes de Meuse, fort de Troyon et vers Ranzières. Le 17 décembre 1916, le lieutenant-colonel Franchet-d'Espèrey est tué par un obus de 77 lors d'une inspection des premières lignes françaises. Durant le mois de février 1917, le régiment occupe un secteur du front sur la rive droite de la Meuse vers Louvemont-Côte-du-Poivre et les Chambrettes.

#### 1917
- mars - 15 avril : le régiment est transféré à Lure et forme avec les 214e et 252e régiments d'infanterie la 157e division d'infanterie, instruction au camp d'Arches. Il est ensuite dirigé sur Giromagny.
- 15 avril - 14 juin : mouvement vers Dannemarie, le régiment occupe les positions formées par Hagenbach, Ballersdorf, Fulleren, bois de Carspach, Larchenholz.
- 14 - 18 juin : retrait du front, mouvement vers Fêche-l'Église, puis embarquement en chemin de fer près de Montbéliard.
- 19 juin 1917 - 21 mai 1918 : arrivée dans la région d'Épernay, repos dans la région de Fleury-la-Rivière, en réserve de la 5e armée. Relève des escadrons à pied de la 6e division de cavalerie dans le secteur de Loivre.

17 juillet 1917 : le régiment subit un bombardement aux obus toxiques.
18 avril 1918 : attaque locale allemande.

#### 1918
- 21 - 27 mai : le régiment est relevé par le 6e régiment de tirailleurs algériens et placé au repos dans la région de Braine et de Courcelles-sur-Vesle.
- 27 - 29 mai : engagé dans la bataille de l'Aisne, formation d'une seconde ligne de défense devant la progression des troupes allemandes, occupation d'un secteur autour de Dhuizel. Fort bombardement allemand, le régiment est fractionné sur Viel-Arcy, Dhuizel et Pargnan. Combats défensifs, repli échelonné sur Longueval et sur Paars vers 17h15 le 27 mai sous les tirs de mitrailleuses allemandes et les tirs d'avions à basses altitude.

28 mai : repli sur la rive sud de la Vesle au cours de la nuit, attaque allemande au matin. Le régiment se replie par Braine, Cerseuil ; occupation de position le long de la route reliant Cerseuil à Cuiry-Housse. Décrochage du régiment, repli vers Launoy.
29 mai : mouvement vers l'arrière du front vers Épaux-Bézu ou le régiment cantonne. Au cours de ces deux jours de combats, le régiment déplore la perte de 852 hommes dont 19 officiers.
- 29 mai - 5 juin : mouvement vers le sud, à 13h le régiment est à Montreuil-aux-Lions, puis deux heures plus tard mouvement vers La Ferté-sous-Jouarre. Le 31 mai, le régiment atteint Sablonnières.

2 - 5 juin : occupation et garde des ponts entre La Ferté-sous-Jouarre et Nanteuil-sur-Marne.
- 5 - 12 juin : retrait du front, transport par camions dans la région de Clermont-en-Argonne, à partir du 10 juin cantonnement vers Auzéville-en-Argonne, Rarécourt, Brabant-en-Argonne.
- 12 juin - 13 juillet : mouvement vers le front, relève de deux régiments italiens, occupation d'un secteur vers Vauquois. Le régiment est endivisionné avec deux régiments américains les 371e et 372e régiments d'infanterie US.
- 13 juillet - fin août : mouvement de rocade, occupation d'un secteur vers la cote 304 et le bois de Béthelainville.
- fin août - 20 septembre : retrait du front, regroupement vers Vanault-le-Châtel.
- 21 septembre - 6 octobre : engagé dans l'Offensive Meuse-Argonne, jusqu'au 27 septembre le régiment forme la réserve du 9e corps d'armée et occupe la butte du Mesnil et la ferme de Maisons de Champagne.

29 septembre : engagé en première ligne, progression vers Vieux après avoir franchi le ruisseau d'Ardeuil ; au cours de cette progression le régiment capture 190 hommes, 2 canons de 77, 7 mortiers de petit calibre et 30 mitrailleuses.
30 septembre - 4 octobre : mouvement offensif vers le village de Monthois qui ne peut être conquis.
5 octobre : attaque allemande repoussée. Au cours de cette période le régiment déplore la perte de 5 officiers tués et 12 blessés et de 485 hommes tués, blessés ou disparus.
- 7 - 11 octobre : retrait du front, mouvement et repos vers Valmy.
- 11 - 16 octobre : mouvement vers Sainte-Menehould, transport par V.F. pour atteindre Bruyères, puis cantonnement vers Clefcy et Gerbépal.
- 16 octobre - 11 novembre : mouvement vers le front, occupation du secteur Grande-Goutte, le Violu, la Cude.
- 11 novembre 1918 - 31 mars 1919 : le régiment pénètre ensuite en Alsace, après la dissolution de la division, le régiment est chargé de l'occupation des forts de Molsheim. Le 31 mars 1919, le régiment est dissout.

#### Pertes
Au cours de la Première Guerre mondiale, le régiment déplore la perte de 36 officiers, 95 sous-officiers, 109 caporaux et 885 soldats tués ou disparus.

## Drapeau
Il porte, cousues en lettres d'or dans ses plis, les inscriptions suivantes :
- Lorraine 1914
- Verdun 1916
- Champagne 1918

Fourragère aux couleurs de la Croix de guerre 1914-1918 décernée le 19 décembre 1918

### Sources et bibliographie
- Historique du 333e régiment d'infanterie. Guerre de 1914-1918, Belley, Impr. Louis Chaduc ; libr. F. Montbarbon, 1921, 72 p., lire en ligne sur Gallica.